# Jack Weatherford
Jack McIver Weatherford , né en 1946 à Dovesville en Caroline du Sud (États-Unis), est un professeur émérite  DeWitt Wallace (en) d’anthropologie, spécialiste des sociétés tribales, connu en particulier pour ses travaux sur les Mongols. Son livre Genghis Khan and the Making of the Modern World a été traduit en plus de vingt langues.

## Biographie

### Jeunesse et éducation
Jack McIver Weatherford naît en 1946 à Dovesville en Caroline du Sud (États-Unis). Il est le plus âgé des sept enfants d’Anna Ruth Grooms et d’Alfred Gregg Weatherford.
Il est docteur en anthropologie de l’université de Californie à San Diego, diplôme qu’il renforce par un travail post doctoral à l’université Duke,, à Francfort et à Berlin.
En 1985, il choisit la Bolivie comme terrain d’études anthropologiques,.

## Carrière
Il travaille comme assistant juriste auprès du sénateur John Glenn et enseigne à partir de 1983 et pendant vingt-neuf ans au Macalester College à Saint Paul (Minnesota), dans lequel il détient la chaire d’anthropologie DeWitt Wallace (en).
Il publie en 1988 Indian Givers: How the Indians of the Americas Transformed the World, traduit en de nombreuses langues, puis Native Roots: How the Indians Enriched America (1991) et Savages and Civilization: Who Will Survive? (1994) qui lui valent le Minnesota Book Award.
L’American Anthropological Association lui décerne en 1992 le prix Anthropology in the Media. Il reçoit également en 1994 le prix Mass Media de la part de la National Conference for Community and Justice.
Sa renommée s’élargit lorsqu’il publie The History of Money (1997), célébré par le Book of the Month (en).
À la suite de la publication de ses articles portant sur l'anthropologie de l’Amérique politique du XXe siècle et de ses clans, il est invité comme commentateur à des émissions de radio et de télévision telles que The Today Show, ABC Evening News (avec Peter Jennings), Larry King, All Things Considered, Nightwatch, Tony Brown's Journal (en), et Voice of America. Il apparaît également comme commentateur d’émissions en Bolivie et en Mongolie.
Depuis la fin des années 1990, Jack Weatherford étudie les cultures et l’histoire de la Mongolie. Il publie en 2004 Genghis Khan and the Making of the Modern World. Ses travaux ont été distingués par l’État mongol en 2006, qui lui décerne la médaille de l’ordre de l’Étoile polaire (en), la plus haute distinction attribuée à un étranger. Il reçoit également une distinction honorifique de la part du ministère des Affaires étrangères mongoles et la médaille du Président mongol en 2010.
En 2012, pour célébrer le 850e anniversaire de Gengis Khan, le bureau du président mongol diffuse des enregistrements de l’ouvrage Genghis Khan and the Making of the Modern World et de The Secret History of the Mongol Queens auprès de tous les sites sacrés du pays.
En 2014, la Bolivie rend hommage à ses travaux sur les peuples indigènes en lui décernant l’ordre du Gran Mariscal de Ayacucho, Antonio José Sucre et le nomme ambassadeur culturel honoraire de la Casa de Libertad in the Constitutional Capital Sucre, et citoyen d’honneur de Potosí. 
Le 24 novembre 2022, jour célébrant l'anniversaire de Gengis Khan, le président mongol nomme Jack Weatherford dans l’ordre de Gengis Khan ; il en est le premier récipiendaire étranger.

## Publications
- Tribes on the Hill (1981) ;
- Indian Givers: How the Indians of the Americas Transformed the World (en) (1988) ;
- Native Roots: How the Indians Enriched American (1991) ;
- Savages and Civilization: Who Will Survive (1994) ;
- The History of Money (1997) ;
- Genghis Khan and the Making of the Modern World (en)[10] (2004) ;
- The Secret History of the Mongol Queens: How the Daughters of Genghis Khan Rescued His Empire (en) (2010) ;
- Genghis Khan and the Search for God: How the World’s Greatest Conqueror Gave Us Religious Freedom (2016).